# Tavajärvi
Tavajärvi är en sjö i Finland. Den ligger i kommunen Savukoski i landskapet Lappland, i den norra delen av landet, 800 km norr om huvudstaden Helsingfors. Tavajärvi ligger 172 meter över havet. Arean är 54,5 hektar och strandlinjen är 4,64 kilometer lång. Sjön  ingår i Kemi älvs huvudavrinningsområde.   Den sträcker sig 1,4 kilometer i nord-sydlig riktning, och 1,7 kilometer i öst-västlig riktning.
I övrigt finns följande vid Tavajärvi:
- Ulmajoki (ett vattendrag)